# Robert des Acres de L'Aigle
Pour les autres membres de la famille, voir Famille des Acres.
Robert-Arthur-Lespérance des Acres, marquis de L'Aigle (21 novembre 1843 à Carlepont - 14 mars 1931 à Paris), est un homme politique français.

## Biographie
Fils d'Arthur des Acres de L'Aigle, et d'Elisa Sartoris, il est issu de la famille des Acres de l'Aigle et il est l'arrière-petit-fils du comte Louis des Acres de L'Aigle. 
Il entre dans la diplomatie et fut attaché, de 1862 à 1865, à l'ambassade de France à Vienne, puis fut nommé secrétaire de l'ambassade de France à Londres, où il resta jusqu'en 1868.  
Il entre alors au ministère des Affaires étrangères et il donne sa démission en 1871. 
Propriétaire à Ribécourt, et membre du conseil général de l'Oise, où il représente depuis 1876 le canton de Ribécourt, Robert de L'Aigle est porté sur la liste conservatrice de l'Oise aux élections législatives du 4 octobre 1885, et élu. 
Il siège à droite et vote constamment avec les monarchistes.  
Réélu aux élections du 22 septembre 1889, il fut membre de diverses commissions.  
Il siège jusqu'au renouvellement de 1893, où il est battu par le maire de Noyon Ernest Noël. 
Il se retire alors de la politique, se consacrant à l'exploitation de ses domaines et à la chasse à courre avec l'équipage du Francport. 

### Écrit
- Réflexions d'un vieux veneur sur la chasse du cerf, 1913, Paris, Manzi et Joyant, XXIII+215 pages.

### Mariage et descendance
Il épouse à Choisy au Bac le 3 avril 1871 Louise Greffulhe (Paris, 5 juin 1852 - Paris 8e, 29 janvier 1932), fille du comte Louis Charles Greffulhe, pair de France, banquier, et de Félicie de La Rochefoucauld Estissac. Elle est la sœur du comte Henry Greffulhe. Tous deux ont :
- Jacques Victor Marie des Acres de L'Aigle (Paris 8e, 3 juin 1873 - 6 juillet 1873) ;
- Marie-Joseph Charles des Acres de L'Aigle, conseiller-général et député de l'Oise (Paris 8e, 7 novembre 1875 - Neuilly sur Seine, 11 septembre 1935), marié en 1902 avec Elisabeth de Colbert (1880-1939), dont postérité ;
- Jeanne Marie des Acres de L'Aigle (Paris 8e, 20 février 1878 - Paris 8e, 23 juin 1886).

## Sources
- « Robert des Acres de L'Aigle », dans Adolphe Robert et Gaston Cougny, Dictionnaire des parlementaires français, Edgar Bourloton, 1889-1891 [détail de l’édition]